# 席胜魔
席勝魔（1837年—1896年），原名子直，山西省平陽府西莊村人，是一位19世纪的中国基督徒领袖。

## 生平
席勝魔出生在山西省臨汾附近的西莊村，自幼聰穎，科舉中考得秀才，與其兄合稱「席家四傑」，後來成為儒教學者。當其妻病逝後，不斷思考生死問題，除了儒教外，更嘗試從佛經、道教參透了解，但未能解決心中疑問，也因此不再成為儒教學者。
鴉片戰爭爆發時染上鴉片煙癮，因而影響到家人，更因而痛恨英國人。1876年時逢山西旱災，同年李修善牧師（David Hill）及德治安前來山西賑災。當時的儒家文人痛恨英國人，對基督教福音漠視，李修善牧師為接觸當地學者而舉辦有獎徵文活動，作為秀才的席勝魔一舉奪魁，從而獲李修善牧師聘用，教導中文。由於李修善牧師堅持要席勝魔以聖經為本教導其中文，故此令極大煙癮的席勝魔不得不時常翻閱聖經，席勝魔因而了解基督信仰，自此愛上閱讀聖經。
席勝魔因著聖經內容大為感動，從而決心戒除煙癮，過程雖然艱難痛苦，但在李修善牧師等人禱告支持，加上他決心戒癮下向肉體士告：「我寧死也不再吸大煙！」，在一次讀經至關於上帝要賜下保惠師的經文時，再次禱告上帝賜下保惠師助他脫困，就在此時他經歷上帝大能，一股暖流走遍全身，從頭到腳冒一身汗後，感覺全身血脈盡通，如像新的人，自此煙癮戒除，並歸信基督，後改名為勝魔，意即勝過魔鬼。
他在自己戒除鴉片煙瘾後，用嗎啡製成的藥品幫助許多人解除了鴉片煙瘾。禱告也被認為是許多人奇蹟般康復的主要因素。席勝魔還寫作了許多基督教讚美詩。其子孙仍然信奉基督新教。